# Пеабиру
Пеабиру (порт. Peabiru) — муниципалитет в Бразилии, входит в штат Парана. Составная часть мезорегиона Западно-центральная часть штата Парана. Входит в экономико-статистический микрорегион Кампу-Моран. Население составляет 12 989 человек на 2006 год. Занимает площадь 469,495 км². Плотность населения — 27,7 чел./км².
Праздник города — 14 декабря.

## История
Город основан в 1952 году.

## Статистика
- Валовой внутренний продукт на 2003 год составляет 118 394 046,00 реалов (данные: Бразильский институт географии и статистики).
- Валовой внутренний продукт на душу населения на 2003 год составляет 8957,71 реалов (данные: Бразильский институт географии и статистики).
- Индекс развития человеческого потенциала на 2000 год составляет 0,736 (данные: Программа развития ООН).

## География
Климат местности: субтропический. В соответствии с классификацией Кёппена, климат относится к категории Cfa.